# Jannes Hundt
Jannes Hundt (Oldenburg, 4 novembre 1996) è un cestista tedesco.

## Biografia
È il fratello maggiore di Bennet Hundt, anch'egli cestista.